# كاتفيش: ذا تي في شو
كاتفيش: ذا تي في شو (بالإنجليزية: Catfish: The TV Show)‏ هو برنامج تلفزيوني وثائقي أمريكي قائم على أحداث واقعية يبث على إم تي في. يتمحور البرنامج حول كشف حقائق وأكاذيب المواعدة عبر الإنترنت. البرنامج مستوحى من فيلم كاتفيش الذي صدر في عام 2010. يشارك في استضافته نيف شولمان وكامي كروفورد، أما ماكس جوزيف فقد خدم كمضيف مشارك في المواسم السبعة الأولى من العرض قبل استبداله بمجموعة كبيرة من المضيفين الضيوف، بما في ذلك من الموسيقيين إيلي كينغ وسليك وودز والممثلة كيميكو غلين ونجم كرة السلة نيك يونغ. تم عرض البرنامج لأول مرة في 12 نوفمبر 2012. تم تجديد العرض للموسم الثامن الذي عرض لأول مرة في 8 يناير 2020.
أُعلن ماكس جوزيف أنه سيغادر البرنامج بعد الموسم السابع. كانت آخر حلقة له في 22 أغسطس 2018. كامي كروفورد كانت ضيفة في العديد من الحلقات في الموسم السابع وانضمت إلى فريق العمل الرئيسي في الموسم الثامن من البرنامج، جنبًا إلى جنب مع نيف شولمان.
في عام 2020، بدأت إم تي في ووندري (Wondrey؛ شبكة تدوين صوتي) في إطلاق حلقات كملفات صوتية تحت عنوان كاتفيش: ذا بودكاست (Catfish: The Podcast)، مع إصدار الحلقة الأولى في 26 نوفمبر 2020.

## مغزى
مصطلح «سمك السلور» أو «كاتفيش» على شبكة الإنترنت هو شخص يقوم بإنشاء ملفات تعريف شخصية مزيفة على المواقع الاجتماعية باستخدام صور شخص آخر ومعلومات سيرة ذاتية زائفة للتظاهر بأنه شخص آخر. عادة ما ينوي «سمك السلور» أو «الكاتفيش» خداع شخص مطمئن (يثق بسرعة من غير تأكد من حقيقة الشخص) أو شخص يميل للوقوع في الحب ليقع في حبهم. مصطلح «سمك السلور» أو «كاتفيش» مشتق من عنوان الفيلم الوثائقي لعام 2010 الذي سبق ذكره، والذي يكشف فيه مخرج الفيم نيف شولمان أن المرأة التي كان على علاقة معها عبر الإنترنت لم تكن صادقة في وصف نفسها.
يساعد كل من إم تي في ومنتجي فيلم كاتفيش، نيف شولمان وماكس جوزيف، الأشخاص المتورطين عاطفيًا مع شخص لم يلتقوا به في الحياة الحقيقية. كل حلقة عبارة عن تحقيق في ما إذا كان المشارك الآخر في العلاقة الافتراضية شرعيًا أم أنه، في الواقع، هو «كاتفيش». بعض العلاقات متواصلة منذ بضعة أشهر - البعض الآخر منذ سنوات.
يتلقى نيف طلبات من أشخاص يرديون منه المساعدة في تحديد ما إذا كان عشاقهم على الإنترنت صادقين أو كاذبين بشأن هوياتهم. في كل حلقة، يساعد المضيفون شخصًا مختلفًا له قصة مختلفة، والسفر إلى مقر إقامته أو منزله واستخدام الفحوصات والأبحاث الخلفية لكشف الحقيقة. يتصل نيف وماكس بالشخص الآخر لترتيب لقاء أول بين العاشقين الافتراضيين، ثم توثيق كيفية تأثر كلا الشخصين. قال شولمان في الجولة الصحفية لجمعية نقاد التلفزيون في أغسطس 2012 إن الأمر لا يتعلق فقط بسحب البساط من تحت الناس، موضحا:
سواء أكان الشخصان يكذبان على بعضهما البعض أو لا، يتضح أنها كارثة كبيرة، فهذا فقط الجزء الأول من القصة. نريد أن نعرف لماذا يفعلون ذلك، من هم، ما يشعرون به، ما الذي قادهم إلى هذا المكان، ولماذا يتردد صدى الفعل مع آلاف الشباب الآخرين الذين لديهم نفس المشاعر، وليس لديهم شخص يتحدثون إليه أو عدم معرفة كيفية التعبير عن أنفسهم.

## إنتاج
يقدم البرنامج «الأمل» باعتباره الشيء الذي افتتح التواصل بين نيف شولمان وماكس جوزيف في محاولة لاكتشاف الهوية الحقيقية للرومانسية على الإنترنت، أو «الكاتفيش». أوضح مدير الطلبات مايكل إسبوزيتو في أغسطس 2015 أن العرض يستطيع أن يتلقى أكثر من مائة طلب يوميًا.
أوضح تقرير هوليوود.كوم لعام 2013، أنه على الرغم من أن برنامج البث يتم تنظيمه كبحث من قبل المتفائل في تحديد هوية «الكاتفيش»، فإن «الكاتفيش» هو الذي يكون بأول تواصل مع إم تي في. ثم ينتقل المنتجون إلى جمع المعلومات حول الخداع من «الكاتفيش» والاتصال بالطرف المتأمل بعد ذلك. لأسباب قانونية، يوقع جميع الأشخاص المشاركين في السلسلة عقودًا يوافقون على الظهور أمام الكاميرا قبل بدء الحلقة حتى الإنتاج.
لا يتم إعطاء المضيفين أي معلومات عن «الكاتفيش»، وبينما يوافق بالفعل على الظهور في العرض، فإنه لا يعرف متى أو كيف سيبحث المضيفون عنه أو عنها.
شرح نيف شولمان المزيد عن الهندسة العكسية في مقابلة أُجريت في أغسطس 2014:
الكثير من القصص التي نحصل عليها تأتي من وجه نظر «الكاتفيش». الذين يشعرون بالرعب الشديد، لدرجة أنهم كانوا يكذبون على صديق أو عاشق على الإنترنت لفترة طويلة. يريدون أن يصبحوا طاهرين، لكنهم يخشون إذا قالوا الحقيقة ببساطة، فإن الشخص الآخر سيكون مستاء للغاية من أنه تم الكذب عليه أو خداعه، ومن المحتمل التخلص منه. ولذا يأملون أنه من خلال حضور البرنامج ربما يمكننا تسهيل نوع من التبادل الودي، بحيث يمكن سماعهم، وشرح أنفسهم بطريقة أكثر موضوعية ومن غير حكم مسبق. المنتجون ينسقون بدقة بالغة، ويبتعدون عن المشكلة قدر الإمكان، هو سيناريو ينتهي بوصول الطرف الأخر إلي... وهكذا نلتقط [ماكس وأنا] من هناك. الطرف الأخر ليس لديه فكرة بالطبع عن أن الكاتفيش قد أعرب بالفعل عن اهتمامه بالاجتماع. والكاتفيش لا يعرف أننا نقوم بذلك بالفعل. فقط يعتقد أنه ربما يمكن أن يحدث. لذا فهم لا يعرفون متى أو لماذا أو كيف. لذا فإن الأمر صعب، ولكن كل شيء حقيقي. المشاعر حقيقية، العلاقات حقيقية. لم نقم بإنشاء أي سيناريوهات، ولا نخبر الناس بما يقولونه أو يفعلونه. إنه شيء لا يمكن التنبؤ به للغاية.

## نظرة عامة على السلسلة
| موسم | موسم | حلقة | العرض الأصلي   | العرض الأصلي   |
| موسم | موسم | حلقة | أول بث         | آخر بث         |
| ---- | ---- | ---- | -------------- | -------------- |
|      | 1    | 12   | 12 نوفمبر 2012 | 25 فبراير 2013 |
|      | 2    | 16   | 25 يونيو 2013  | 15 أكتوبر 2013 |
|      | 3    | 10   | 7 مايو 2014    | 9 يوليو 2014   |
|      | 4    | 19   | 25 فبراير 2015 | 30 أغسطس 2015  |
|      | 5    | 20   | 24 فبراير 2016 | 21 سبتمبر 2016 |
|      | 6    | 20   | 1 مارس 2017    | 30 أغسطس 2017  |
|      | 7    | 40   | 3 يناير 2018   | 29 أغسطس 2018  |
|      | 8    | 60   | 8 يناير 2020   | 16 مارس 2022   |

### أجزاء فرعية
كان هناك اثنان من البرامج الفرعية لبرنامج كاتفيش. الأول، كاتفيش ترولز، استضافته المقدم شارلماين وشخصيات مميزة على الإنترنت تواجه المتصيدون الذين كانوا يضايقونهم عبر الإنترنت. تم بثه لموسم واحد من ثلاث حلقات في منتصف عام 2018. العرض الثاني، قوستد: لوف قون ميسينغ، يستضيفه راتشيل ليندسي ومغني الراب ترافيس ميلز ويدور حول قصصًا حول أشخاص يحاولون العثور على أصدقاء سابقين أو شركاء رومانسيين بعد أن إختفوا بشكل مفاجئ.

## استقبال
تم انتقاد فيلم كاتفيش وتم التشكيك في صحته. يشدد المنتج التنفيذي توم فورمان على أن النسخة التلفزيونية لن تروي "قصص إخفاء الحقيقة". لقد وقعنا أيضًا في بعض قصص الحب. وجدنا أشخاصًا بالضبط يقولون أنهم هم. نحن نضع هؤلاء على شاشة التلفزيون أيضًا. نجد أشخاصًا مستعدين لتجاوز الخداع الأولي ويقومون حقًا بعمل اتصال في النهاية - شخصيًا وفي الحياة الواقعية. لقد كان هذا مؤثرا حقا. لذا أعتقد أننا عندما انطلقنا، لا نعرف حقًا كيف سينتهي الحال بشكل: جيد، سيئ، أو ما بينهما".

## إصدارات دولية
| بلد             | اسم                    | مُضيف (ين)                                                                                           | قناة                      | عدد المواسم | بث                             |
| --------------- | ---------------------- | --------------------------------------------------------------------------------------------------- | ------------------------- | ----------- | ------------------------------ |
| كولومبيا        | كاتفيش كولومبيا        | دييغو ساينز، سيباستيان بارا                                                                         | إم تي في أمريكا اللاتينية | 2           | 10 سبتمبر 2014 – 5 نوفمبر 2015 |
| تشيلي           | جواسيس الحب            | خوليو سيزار رودريغيز (1–)، أندريس أليمبارتي (1–)، سيزار أنطونيو كامبوس (3–)، مارسيلو أريسمندي (1-2) | تشيليفيسيون               | 3           | 27 أكتوبر 2015 –               |
| البرازيل        | كاتفيش البرازيل        | مبيعات سيرو، ريكاردو جادالها                                                                        | إم تي في البرازيل         | 3           | 31 أغسطس 2016 – 11 أكتوبر 2017 |
| المكسيك         | كاتفيش المكسيك         | تشابو غارزا، خوسيه لويس بادالت                                                                      | إم تي في أمريكا اللاتينية | 1           | 1 مارس 2018 –                  |
| المملكة المتحدة | كاتفيش المملكة المتحدة | جولي أدينوجا، أوباه بلْتر                                                                            | إم تي في                  | 1           | 21 أبريل 2021 –                |

في يناير 2016، بدأت قناة إم تي في في إرسال نسخة مقترحة من البرنامج في المملكة المتحدة من خلال الإعلانات عبر الإنترنت التي استهدفت «الكاتفيش» على وجه التحديد، وليس الطرف الأخر: «هل سئمت الاحتفاظ بأسرار من حبك عبر الإنترنت؟ قل الحقيقة» و«هل أنت الكاتفيش السري؟ حان الوقت لإخبار الحقيقة». تم إلغاء المشروع، لكن نيف شولمان قال إنه يرغب في عمل نسخة أوروبية.

## روابط خارجية
- الموقع الرسمي
- كاتفيش: ذا تي في شو على موقع IMDb (الإنجليزية)
- كاتفيش: ذا تي في شو على موقع ميتاكريتيك (الإنجليزية)
- كاتفيش: ذا تي في شو على موقع كينوبويسك (الروسية)
- كاتفيش: ذا تي في شو على موقع قاعدة بيانات الفيلم (الإنجليزية)
- كاتفيش: ذا تي في شو  في قاعدة بيانات الأفلام على الإنترنت (بالإنجليزية)